# Ligament cunéo-naviculaire dorsal
Les ligaments cunéo-naviculaires dorsaux (ou ligaments scapho-cunéens dorsaux) sont trois ligaments de l'articulation cunéo-naviculaire qui relient la surface dorsale de l'os naviculaire aux surfaces dorsales des trois os cunéiformes.